# 前原祐子
前原 祐子（まえはら ゆうこ、1967年2月13日 - ）は、日本の元AV女優。
1980年代後半に活動したアイドルAV女優の一人である。
生年月日を1966年4月18日とするプロフィールもある。出身地は神奈川県としていたが、『ビデオ・ザ・ワールド』誌（1988年2月号）のインタビューでは、地方出身（新潟県、富山県の2説あり）であることを示唆している。

## 経歴
少女時代から芸能界志望で、高校時代には映画『アイコ十六歳』のオーディションで最終選考まで残った。その後、短大の保育科に在籍している時に新宿でスカウトされ、1987年4月に『Mid Night Doll ファーストオルガズム』（コロナ）でデビュー。
中堅AVメーカーからのリリースが多く、当初はあまり知名度が高くなかったが、徐々に人気が上昇し、後年は1980年代を代表するAV女優の一人に数えられるまでになった。
童顔でありながら、クールさを併せ持った美形AV女優で、張りのある形の良い胸をはじめ、肉感的な肢体でもアピールした。出演作は全て擬似本番であることを公言していたが、代表作とされる『ド・究極編』『祐子の問答無用』『監禁レイプ24』をはじめとして、本番と見まがうことも多い。カラミのシーンでの芝居勘の良さは、AV監督の豊田薫に「天性の濡れ場上手」とも評された。
人気がピークを迎えた1988年前後には、長崎みどり・斉藤唯・東清美とともに2代目「セクシーメイツ」としても活動。また同時期にテレビにも進出して、『オールナイトフジ』にレギュラー出演したほか、ラジオのパーソナリティを務めたり、シングル「さざなみ聖書」で歌手デビューしたりするなど、多彩な芸能活動を行った。AV雑誌『アップル通信』では、高い人気を背景に、後発AVアイドルを差し置いて1年半近くにわたり連載コーナーを持っていた。
1989年に、一般女優への転身を目指すとしてAVを引退。しかし、その後は目立った活動実績を残さないまま、業界から身を引いた。
高い人気にもかかわらず出演作のDVD化は進まず、当時発売されたビデオはいずれも高額なプレミアム価格で取引されている。

## 作品

### アダルトビデオ（オリジナル作品のみ）
- Mid Night Doll　ファーストオルガズム（1987年4月22日、コロナ）
- 夢鏡（1987年5月23日、シャリオ）
- 眠れない夜（1987年7月3日、宇宙企画）
- 祐子 淫 ブルー（1987年7月5日、パピヨン）
- 裸足の人魚（1987年8月5日、新東宝）
- ザ・バイブル（1987年9月5日、アリスJAPAN）
- ズームアップスペシャル（1987年9月25日、アリスJAPAN）- 共演：小林ひとみ
- ずぶ濡れコール スクランブル・レイプ（1987年9月25日、ショッキング・ピンク （にっかつ））- 共演：北村舞子
- 仁義なきお嬢様（1987年10月5日、夜ふかし倶楽部 （メディアタウン））
- 危険・挑発・愛（1987年11月10日、スワン）
- 前原祐子のえっちなお願い（1987年12月10日、サンフリーダウ （J.V.D.））
- 風・ときめいて（1988年2月5日、アリスJAPAN）
- 淋しくて（1988年2月6日、ファイブスター）
- 笑体常7（1988年2月14日、1991）- 共演：藤田容子
- 牝蜘蛛（1988年2月16日、チェシャキャッツ）
- 星の降る夜（1988年2月22日、ピラミッド）
- コンセントレーション（1988年3月11日、VIP）
- REAL（1988年3月13日、ワコー）
- メロドラマ（1988年3月25日、ホリック （オフィス・ボーダー））
- ボッキー11 ゆれてモモンチョ!（1988年4月5日、アリスBECKER）- 共演：咲田葵・北村美加・沖田ゆかり
- 快感倶楽部（1988年4月10日、マドンナ・バージン （フェニックス））
- ボッキー12 つついてムクンポ（1988年5月5日、アリスBECKER）- 共演：沖田ゆかり・栗原早記・神宮ひかる
- むらさきに揺れて（1988年5月12日、サラバァ （ムッシュ企画））
- LOVE VISION VOL.1　COTTON DIARY（1988年5月25日、ピジョン （ロブスター企画））- LDのみ
- JUICE Vol.11 発禁乳首（1988年5月26日、VIP）- 共演者多数
- 娼婦宣言（1988年5月31日、SAMM）
- ボッキー13 こんなにピンコ!（1988年6月5日、アリスBECKER）- 共演：亜里沙・栗原早記、神宮ひかる
- とろっ…と完熟（1988年6月21日、ピジョン （ロブスター企画））
- アタック・ビデオ NO.22（1988年7月13日、宇宙企画）- 共演：新田恵美・水谷さつき
- スーパーCOX 3 問答無用（1988年7月15日、マリアナ）- 共演：中沢慶子・山岸めぐみ
- スペルマ回顧録（1988年7月15日、ゴールデン・マリリン （フェニックス））
- セクシーメイツ Vol.5 アイドル危機一髪（1988年7月25日、アテナ映像）- 共演：長崎みどり・斉藤唯・東清美
- セクシャルTV VOL.4 前原祐子のド・究極編（1988年8月5日、アリーナ）
- セクシーメイツ Vol.6　射Sayハリケーン（1988年9月25日、アテナ映像）- 共演：長崎みどり・斉藤唯・東清美
- 夏の扉　ラバーズ・メイト　（1988年10月3日、宇宙企画）
- 青筋市場2（1988年10月14日、GENIC）- 共演：山口じゅん・石野夢子・山岸めぐみ
- ヒート・ウェーヴ（1988年10月24日、ピラミッド）
- 大人は判ってくれない'88（1988年10月29日、KUKI）- 共演：藤沢まりの・姫野真利亜
- 疼く（1988年11月5日、ファイブスター）
- 制服遊戯 ボディ・タイフーン（1988年11月10日、ショッキング・ピンク （にっかつ））- 共演：藤沢まりの
- IKE IKE 桃太郎 1・2・3　なめられちゃった（1988年11月11日、桃組 （ジャパンコーポレーション））
- セクシーメイツ Vol.7　微・少女クライマックス（1988年11月25日、アテナ）- 共演：長崎みどり・斉藤唯・東清美
- 三姉妹・恥じらい日記（1988年11月30日、マドンナメイト）- 共演：藤沢まりの・日向まこ
- フラッシュバック 9（1988年12月5日、アリスJAPAN）　共演：豊丸・藤沢まりの
- セクシーメイツ Vol.8　燃え立ちフィナーレ（1989年1月24日、アテナ）- 共演：長崎みどり、斉藤唯、東清美
- 祐子の問答無用 クレイジーバタフライ（1989年2月25日、ミス・クリスティーヌ）
- 監禁レイプ24（1989年3月7日、コロナスペシャル）
- ビデオマガジン 男の遊艶地4（1989年4月10日、リイド社）- 共演：広瀬未希 他
- アダルトスター どっきりマル秘報告（1989年4月14日、VIP）
- 美肉の宴（1989年4月16日、小さな映画会社）- 共演：舞坂ゆい・加賀恵子 他
- VIDEO HOW TO SEX Part-2　前原祐子のもっと快感（1989年5月21日、ピラミッド）
- ナースメモリー 告白（1989年6月15日、せいふく舎）
- SUPER VIDEO MAGAZINE　乙女銀座 VOL.1（1989年8月21日、宇宙企画）- 共演：小森愛 他
- セクシーメイツ ファイナル!（1989年9月21日、アテナ）- 共演：長崎みどり・斉藤唯・東清美
- ラ・ヴァルス（1990年1月31日、KUKI SPECIAL）- 共演：鮎川真理・樹まり子 他、劇場公開あり

### アダルトビデオ（編集作品）
- ザ・ベスト・オブ発射スペシャル 3 前原祐子 御藤静 豊丸 鮎川真理 他（1988年、シネマサプライ/アリーナ CS-44）全10名
- ザ・バイオレンスレイプ 立原友香 速水舞 前原祐子（1989年、ジャパンコーポレーション）全3名
- お嬢さまの変態ONANIE 青山ちはる 樹まり子 前原祐子 加山なつ子 他（1993年、イメ－ジボックスHC-01）全6名
- コレクター北条満編集 7 オナニー狂い 麻宮千聖 庄司みゆき 東清美 鮎川真理 他（1995年11月25日、イメージボックス MD-23）全20名

発売年不明
- おとこの遊艶地 4 前原祐子 ほか（リイド社）

### アダルトビデオ（アニメ）
- 艶笑日本昔ばなし（1988年5月25日、アリスJAPAN） - 共演：藤沢まりの・中川えり子

### シングル
- さざなみ聖書（バイブル） c/w Mauve Mirage　（1988年11月21日、ビクター）

### カセット文庫
- マドンナメイトカセット 前原祐子 いっしょにエクスタシー!（1988年12月25日、マドンナ社）

## 出演

### 映画
- ロマン子クラブ 2　桃尻ハードラブ　絶頂志願　（1987年9月19日、配給：にっかつ）

ビデオ版（1988年1月25日、にっかつ）
- 変態（1987年10月、配給：新東宝）

ビデオ版（1987年12月25日、新東宝）
- 痴漢電車　ミニスカートに御用心　（1988年6月、配給：新東宝）

ビデオ版（1988年8月6日、新東宝）
- 悪徳の栄え　（1988年8月27日、配給：にっかつ）

ビデオ版（1989年2月10日、ROPPONICA （にっかつ））
- シンデレラ・エクスタシー　黒い瞳の誘惑　（1988年2月27日、配給：にっかつ）

ビデオ版（1988年8月10日、にっかつ）
- しびれっぱなし　ザ・スワップ　（1989年1月7日、配給：エクセス）
- ラ・ヴァルス　（1990年2月15日、配給：エクセス）　同名AVの劇場公開版

### テレビドラマ
- 土曜ワイド劇場 混浴露天風呂連続殺人 那須の殺生石に消えたヌードギャル 女子大生塩原温泉巡り　（1989年10月21日、テレビ朝日）

### バラエティ
- オールナイトフジ　（1988年、フジテレビ）
- ミュージック花模様　（1988年、テレビ東京）
- 輝ナイトなう　（1989年、テレビ神奈川）

…他単発出演多数

### ラジオ
- ミッドナイト・タッチミー　（1988年、ラジオ関西）

…他単発出演多数

## 書籍

### 写真集
- チャイナ・ドール（1987年11月10日発行、ビッグ・アップル、撮影：野川勇）ISBN 9784938457174
- あ・や・ま・ち（1987年11月10日発行、近代映画社、撮影：西尾和久）ISBN 9784764814714
- マドンナメイト写真集　前原祐子（1987年12月25日発行、マドンナ社、撮影：野川勇）ISBN 9784576871509
- 素肌感の女たち PART 2 想わせの歓喜 星川ミグ 東清美 麻生澪 前原祐子 ほか（1988年4月15日発行、ワニブックス）全6名 ISBN 9784847020797
- EROSS88 セクシーメイツ 斎藤唯 東清美 前原祐子 長崎みどり（1988年7月10日発行、近代映画社、撮影：三上泰史）全4名 ISBN 9784764815247
- 熱少女・吐息（1989年4月26日発行、K.K.コスミック、撮影：遠藤晴穂）ISBN 9784885320361